# Béthonsart
Béthonsart település Franciaországban, Pas-de-Calais megyében. Lakosainak száma 150 fő (2022. január 1.). Béthonsart Gauchin-Légal, Mingoval, Savy-Berlette, Villers-Brûlin, Caucourt és Frévillers községekkel határos.

## Népesség
A település népességének változása:
| Lakosok száma | 156  | 154  | 155  | 147  | 144  | 143  | 143  | 144  | 150  |
|               | 2013 | 2015 | 2016 | 2017 | 2018 | 2019 | 2020 | 2021 | 2022 |